# Gyula Visnyei
Gyula Visnyei noto negli Stati Uniti come Juli o Julie Veee (Budapest, 22 febbraio 1950) è un ex calciatore ed ex giocatore di calcio a 5 ungherese naturalizzato statunitense.

## Carriera
Nel 1976 fu selezionato nel Team America, selezione che raccoglieva i migliori giocatori, sia statunitensi che no, della North American Soccer League per disputare il Torneo del Bicentenario, che chiuse al quarto ed ultimo posto.
Ha inoltre partecipato alle qualificazioni per il Campionato mondiale di calcio 1978 dove gli Stati Uniti falliscono la qualificazione. Con la nazionale di calcio a 5 ha disputato il FIFA Futsal World Championship 1989 in cui la nazionale nordamericana è giunta inaspettatamente terza.